# Cinquième exposition impressionniste
Pour les articles homonymes, voir Exposition impressionniste.
La cinquième exposition des impressionnistes s'est tenue du 1er au 30 avril 1880 à Paris, au 10 rue des Pyramides, et a rassemblé les œuvres de 19 artistes impressionnistes.

## Histoire
La quatrième exposition impressionniste s'est tenue en 1879 malgré l'absence de trois peintres impressionnistes clés : Paul Cézanne, Auguste Renoir et Alfred Sisley. En 1880, Claude Monet décide à son tour de soumettre une œuvre au Salon de peinture et de sculpture et donc de ne pas participer à une éventuelle cinquième édition, réduisant encore plus le nombre de membres du groupe impressionniste d'origine.
Gustave Caillebotte organise et finance néanmoins une cinquième exposition impressionniste, avec l'aide financière de Mary Cassatt et Berthe Morisot. Caillebotte et Edgar Degas ne s'entendent pas sur le titre de l'exposition : les affiches mentionnent une « 5e exposition faite par un groupe d'artistes indépendants » (formulation qui a la faveur de Degas), tandis que le catalogue parle simplement de la « 5e exposition de peinture » suivie des noms des artistes. Degas souhaite ne pas mentionner les artistes sur les affiches, mais Caillebotte, qui estime que cela nuirait à leur publicité, obtient gain de cause. Cassat et Morisot, partiellement responsables du financement, demandent toutefois à ce que leurs noms ne figurent pas sur les affiches.
L'exposition est inaugurée le 1er avril 1880, au 10 rue des Pyramides à Paris, un immeuble en rénovation. L'exposition n'est pas un succès. Les commentaires de la presse sont plutôt négatifs.

## Artistes

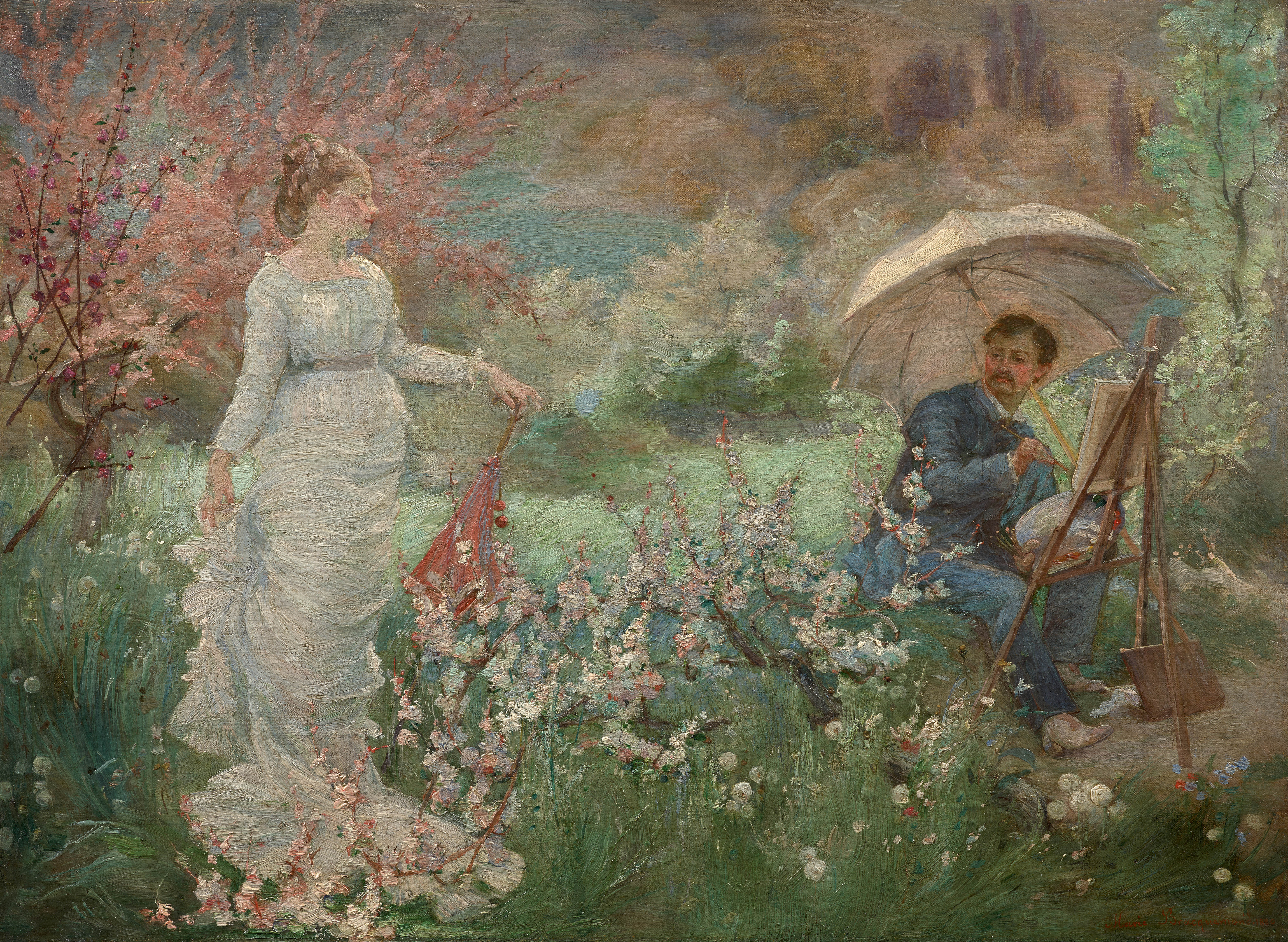
Étude d’après nature de Marie Bracquemond, no 1 du catalogue de l'exposition,.

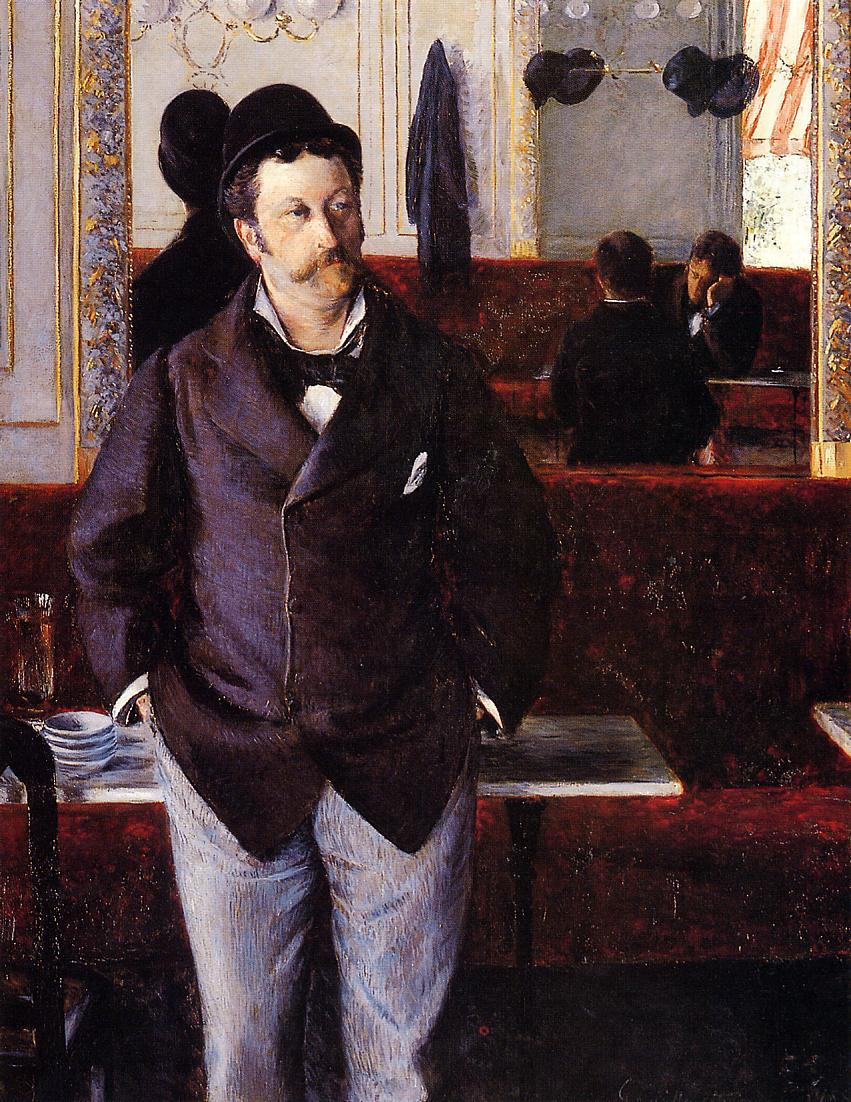
Dans un café, de Gustave Caillebotte.

Le catalogue de l'exposition mentionne les artistes suivants :
- Félix Bracquemond
- Marie Bracquemond
- Gustave Caillebotte
- Mary Cassatt
- Edgar Degas
- Jean-Louis Forain
- Paul Gauguin
- Armand Guillaumin
- Albert Lebourg
- Léopold Levert
- Berthe Morisot
- Camille Pissarro
- Jean-François Raffaëlli
- Jean-Marius Raffaëlli
- Henri Rouart
- Charles Tillot
- Eugène Vincent Vidal
- Victor Vignon
- Federico Zandomeneghi